# FIA European Truck Racing Championship 2007
Die FIA European Truck Racing Championship 2007 wurde über insgesamt neun Rennen in Europa ausgetragen. 2007 war das zweite Jahr, in dem die Meisterschaft in der Hierarchie der FIA als „Championship“ galt, zuvor hatte die Meisterschaft lediglich den Rang eines „Cup“.
Der mehrfache Titelverteidiger Antonio Albacete kam dieses Jahr nur auf den zweiten Platz, der vorjahressechste Schweizer Markus Bösiger gewann die Meisterschaft. Den dritten Platz erreichte der Vorjahresfünfte David Vršecký. Die Teamwertung gewann das Team Buggyra Int. Racing System.

## Kalender
| Datum               | Rennen      | Strecke     | Pole-Position    | Platz 1          | Platz 2          | Platz 3              |
| ------------------- | ----------- | ----------- | ---------------- | ---------------- | ---------------- | -------------------- |
| 31. März – 1. April | Spanien     | Barcelona   | Markus Bösiger   | Markus Bösiger   | Antonio Albacete | Gerd Körber          |
| 31. März – 1. April | Spanien     | Barcelona   | Markus Bösiger   | David Vršecký    | Markus Bösiger   | Gerd Körber          |
| 19.–20. Mai         | Belgien     | Zolder      | Markus Bösiger   | Markus Bösiger   | David Vršecký    | Antonio Albacete     |
| 19.–20. Mai         | Belgien     | Zolder      | Markus Bösiger   | Markus Bösiger   | Jochen Hahn      | Antonio Albacete     |
| 2.–3. Juni          | Spanien     | Albacete    | Antonio Albacete | Antonio Albacete | Markus Bösiger   | Jochen Hahn          |
| 2.–3. Juni          | Spanien     | Albacete    | Markus Bösiger   | David Vršecký    | Jochen Hahn      | Gerd Körber          |
| 23.–24. Juni        | Frankreich  | Nogaro      | Markus Bösiger   | Markus Bösiger   | Antonio Albacete | Gerd Körber          |
| 23.–24. Juni        | Frankreich  | Nogaro      | Antonio Albacete | Antonio Albacete | Markus Bösiger   | David Vršecký        |
| 6.–8. Juli          | Deutschland | Nürburgring | Markus Bösiger   | Markus Bösiger   | David Vršecký    | Antonio Albacete     |
| 6.–8. Juli          | Deutschland | Nürburgring | Antonio Albacete | David Vršecký    | Antonio Albacete | Jean-Philippe Belloc |
| 25.–26. August      | Tschechien  | Most        | David Vršecký    | Antonio Albacete | Markus Bösiger   | David Vršecký        |
| 25.–26. August      | Tschechien  | Most        | Markus Bösiger   | Markus Bösiger   | Antonio Albacete | Chris Levett         |
| 8.–9. September     | Frankreich  | Le Mans     | Antonio Albacete | Markus Bösiger   | Jochen Hahn      | Gerd Körber          |
| 8.–9. September     | Frankreich  | Le Mans     | David Vršecký    | David Vršecký    | Antonio Albacete | Chris Levett         |
| 22.–23. September   | Italien     | Misano      | Markus Bösiger   | Markus Bösiger   | Antonio Albacete | Gerd Körber          |
| 22.–23. September   | Italien     | Misano      | Antonio Albacete | David Vršecký    | Antonio Albacete | Jochen Hahn          |
| 6.–7. Oktober       | Spanien     | Jarama      | Antonio Albacete | Antonio Albacete | Markus Bösiger   | Jochen Hahn          |
| 6.–7. Oktober       | Spanien     | Jarama      | Jochen Hahn      | Jochen Hahn      | Gerd Körber      | Antonio Albacete     |

## Punktestand

### Fahrer
| Pl. | Fahrer               | Punkte |
| --- | -------------------- | ------ |
| 1.  | Markus Bösiger       | 384    |
| 2.  | Antonio Albacete     | 351    |
| 3.  | David Vršecký        | 313    |
| 4.  | Jochen Hahn          | 237    |
| 5.  | Gerd Körber          | 228    |
| 6.  | Egon Allgäuer        | 135    |
| 7.  | Jean-Philippe Belloc | 121    |
| 8.  | Chris Levett         | 113    |
| 9.  | Stuart Oliver        | 80     |

| Pl. | Fahrer               | Punkte |
| --- | -------------------- | ------ |
| 10. | Frankie Vojtíšek     | 43     |
| 11. | Markus Altenstrasser | 27     |
| 12. | Ross Garrett         | 26     |
| 13. | José Rodrigues       | 16     |
| 14. | Markus Altenstrasser | 15     |
| 15. | Markus Oestreich     | 14     |
| 16. | Joseph Adua          | 13     |
|     | Simeon Martin        | 13     |
| 18. | Michal Dolak         | 10     |

| Pl. | Fahrer               | Punkte |
| --- | -------------------- | ------ |
| 19. | Hans-Joachim Stuck   | 9      |
| 20. | Javier Mariezcurrena | 8      |
| 21. | Anthony Janiec       | 6      |
| 22. | Ross Garrett         | 4      |
| 23. | Antonio Conejero     | 2      |
|     | Andy Levett          | 2      |
|     | Pascal Robineau      | 2      |
| 26. | Eduardo Rodrigues    | 1      |

### Teams
| Pl. | Team                       | Punkte |
| --- | -------------------------- | ------ |
| 1.  | Buggyra Int. Racing System | 770    |
| 2.  | Truckrace Team Allgäuer    | 495    |
| 3.  | Team Hahn Racing           | 395    |
| 4.  | Frankie Truck Racing Team  | 313    |